# 陸軍總司令部 (德國國防軍)
陸軍總司令部（德語：Oberkommando des Heeres，通稱「OKH」）是1936年至1945年德意志國防軍陸軍部隊的最高指揮機構，在理論上受「國防軍最高統帥部」的指揮。但實際上在1941年後，「國防軍最高統帥部」直接指揮歐洲西線作戰，「陸軍總司令部」則指揮東線作戰。
「陸軍總司令部」與「海軍總司令部」、「空軍總司令部」鼎足而立分別指揮陸、海、空三軍，理論上三者皆受「國防軍最高統帥部」指揮管轄，不過因為海、空軍為技術專業軍種，希特勒在事務上難以置喙，故享有較大指揮自主權。
「陸軍總司令部」在1939年遷移至柏林南方佐森地區的地下化建築司令部，為了保密以「梅巴赫一號」（Maybach I）作為稱呼代號，另有「梅巴赫二號」（Maybach II）則是指「國防軍最高統帥部」。在陸軍傳統上，總司令部不負責作戰計畫，這個任務由總參謀部進行，因此陸軍總參謀長才是全陸軍中地位最重要的人物。

## 組織架構（1939）
- 陸軍總司令
  - 人事局
  - 陸軍軍備局
  - 兵役局
  - 管理局
  - 裝甲兵總監（Inspekteur der Schnelltruppen）
  - 總參謀部（Generalstab des Heeres）
    - 第一處（Oberquartiermeister I）
      - 第一課（作戰）
      - 第五課（運輸）
      - 第六課（後勤）
      - 第九課（測量製圖）
      - 第十課（要塞工事）

    - 第二處（Oberquartiermeister II）
      - 第四課（教育訓練）
      - 第十一課（軍官教育）

    - 第三處（Oberquartiermeister III）
      - 第二課（編制）
      - 第八課（技術）

    - 第四處（Oberquartiermeister IV）
      - 第三課（西方國家軍事）
      - 第十二課（東方國家軍事）

    - 第五處（Oberquartiermeister V）
      - 第七課（文史記錄）

    - 陸軍大學（Kriegsakademie）

## 歷任长官

### 陸軍總司令
- 魏勒·馮·弗理奇大将，1935年至1938年。
- 瓦爾特·馮·布勞希奇元帥，1938年至1941年12月19日。
- 阿道夫·希特勒（元首兼任），1941年12月19日至1945年4月30日。
- 費迪南德·舍納爾元帥，1945年4月30日至5月8日。

### 陸軍總參謀長
- 路德维希·贝克砲兵上将，1933年10月1日至1938年10月31日[1]
- 弗朗茨·哈尔德大将，1938年10月31日至1942年9月24日[2][3]
- 库尔特·蔡茨勒大将，1942年9月24日至1944年6月10日
- 阿道夫·豪辛格步兵上将，1944年6月10日至1944年7月21日（代理）
- 海因茲·古德林大将，1944年7月21日至1945年3月28日（代理）
- 漢斯·克雷布斯步兵上将，1945年3月29日至1945年4月30日（代理）
- 威廉·凱特爾元帥，1945年5月1日至1945年5月13日（代理）
- 阿爾弗雷德·約德爾大将，1945年5月13日至1945年5月23日（代理）

陸軍總司令旗 （1936年4月至1938年2月）
陸軍總司令旗 （1938年2月至1938年12年12日）
陸軍總參謀長旗 （1944年7月21月至1945年3月28日）